# Cypripedium lichiangense
Cypripedium lichiangense — вид многолетних травянистых растений секции Trigonopedia рода Башмачок (Cypripedium), семейства орхидных (Orchidaceae).
Относится к числу охраняемых видов (II приложение CITES).
Китайское название: 丽江杓兰 li jiang shao lan.

## Ботаническое описание
Растения 7—14 см высотой, с толстым, довольно коротким корневищем. Стебель прямостоячий, 3—7 см, покрытый 2 трубчатыми оболочками.
Листовые пластинки тёмно-зелёные, отмеченные пурпурно-чёрными пятнами, яйцевидные или обратнояйцевидные к округлым, 8,5—19 × 7—16 см.
Соцветие верхушечное, с 1 цветком. Цветок довольно большой; чашелистики и стаминодий грязно-красные; лепестки и губа жёлтая с тёмно-бордовыми пятнами. Спинные чашелистики яйцевидные или широкояйцевидные, 4,2—7 × 3,8—6 см, обе поверхности голые, реснитчатые; парус эллиптический, 3,5—5,6 × 2-3,6 см, реснитчатый, на вершине двузубый. Лепестки вогнуты вперед, окутывая губу, косо продолговатые, 4—6,5 × 1,4—2,1 см; губа сумчатая, уплощённая, 3,3—4 см, с сосочками на передней поверхности. Стаминодий красный с некоторым количеством белого у основания, 1,3—1,5 см.
Цветение в мае-июне.
Эта вид долгое время не отличали от Cypripedium margaritaceum и официально выделили в отдельный вид в конце XX столетия, хотя предположение о том, что это отдельный вид появилось на много раньше. Например, рисунок в китайской энциклопедии 1848 года нельзя отождествить с Cyp. margaritaceum, и в нём определенно угадывается Cyp. lichiangense. В начале XX века шотландский коллекционер растений George Forrest сфотографировал экземпляр этого вида около Lijiang у подножья Yulongxueshan. Но Cyp. lichiangense обычно принимали за Cyp. margaritaceum или другие известные на тот период виды. В 1994 году, после того, как среди культивируемых экземпляров стали чаще завозить и Cyp. lichiangense, различия между этими двумя видами стали очевидными, S.C. Chen и Крибб Ф. Д. описали этот новый вид, назвав его в честь города Lijiang, вокруг которого растение в не далеком прошлом часто встречалось, но теперь все более и более редко из-за чрезмерного коллекционирования.
Очевидно что Cyp. lichiangense имеет ещё более узкую экологическую нишу, чем Cyp. margaritaceum и произрастает в более затенённых участках с ещё более скудным травяным покровом. Часто, только опавшие сосновые иголки прикрывают почву. Единственный другой башмачок, который может быть найден на том же самом участке — это довольно неприхотливый Cypripedium plectrochilum. Cyp. lichiangense нуждается в очень хорошем дренаже, и немного более сухих условиях и несколько большей тени, чем Cyp. margaritaceum. Характер почвы, её химический состав и требования к микроклимату те же что и у Cyp. margaritaceum.
Cyp. margaritaceum — более крупное растение чем Cyp. lichiangense. У Cyp. margaritaceum размах листьев 14—26 см, если его измерить от кончика листа до кончика листа (прицветника) и цветок диаметром 5 см. У Cyp. lichiangense размах листьев 15—38 см и максимальный диаметр цветка (от кончника спинного чашелистика до кончика нижнего) 6—-10 см. Поверхность листьев Cyp. margaritaceum — шелковисто-шершавая, а у Cyp. lichiangense — глянцевая.

## Распространение
Китай (в узкой полосе от южной части северо-западной Юньнани вокруг города Dali и на запад до юго-востока Сычуани (район города Kanding)), северо-восток Мьянмы. Разреженные заросли, открытые леса на высотах 2600—3500 метров над уровнем моря.

## В культуре
Сложный в содержании вид. Практически все экспортируемые растения, в конечном итоге погибают в течение очень короткого промежутка времени. Успешное продолжительное выращивание, очевидно, трудно, но не невозможно. Рекомендуется использование неорганического субстрата с минимальной примесью органики. Полив снизу, под листья.
Зоны морозостойкости: 6—7.
В условиях Москвы и Тверской области (Андреапольский район) выпал после первой зимовки.

## Классификация

### Таксономия
Вид Cypripedium lichiangense входит в род Башмачок (Cypripedium) семейства Орхидные (Orchidaceae) порядка Спаржецветные (Asparagales).
|  |                                      |  |                                                             |                                                             |                    |  | ещё 24 семейства (согласно Системе APG II) | ещё 24 семейства (согласно Системе APG II) |                              |  |  |  | ещё около 45 видов |
|  |                                      |  |                                                             |                                                             |                    |  | ещё 24 семейства (согласно Системе APG II) | ещё 24 семейства (согласно Системе APG II) |                              |  |  |  | ещё около 45 видов |
|  |                                      |  |                                                             | порядок Спаржецветные                                       |                    |  |                                            |                                            | род Башмачок                 |  |  |  |                    |
|  |                                      |  |                                                             | порядок Спаржецветные                                       |                    |  |                                            |                                            | род Башмачок                 |  |  |  |                    |
|  | отдел Цветковые, или Покрытосеменные |  |                                                             |                                                             | семейство Орхидные |  |                                            |                                            | вид Cypripedium lichiangense |  |  |  |                    |
|  | отдел Цветковые, или Покрытосеменные |  |                                                             |                                                             | семейство Орхидные |  |                                            |                                            |                              |  |  |  |                    |
|  |                                      |  | ещё 44 порядка цветковых растений (согласно Системе APG II) | ещё 44 порядка цветковых растений (согласно Системе APG II) |                    |  |                                            | ещё около 880 родов                        | ещё около 880 родов          |  |  |  |                    |
|  |                                      |  |                                                             | ещё 44 порядка цветковых растений (согласно Системе APG II) |                    |  |                                            |                                            | ещё около 880 родов          |  |  |  |                    |